# Ozero Moratno
Ozero Moratno (ryska: Озеро Моратно) är en sjö i Belarus.   Den ligger i voblasten Vitsebsks voblast, i den nordöstra delen av landet, 250 km nordost om huvudstaden Minsk. Ozero Moratno ligger 167 meter över havet.
I omgivningarna runt Ozero Moratno växer i huvudsak blandskog. Runt Ozero Moratno är det glesbefolkat, med 10 invånare per kvadratkilometer.